# Perry Bradford
Perry Bradford (Montgomery (Alabama), 14 februari 1893 – New York, 20 april 1970) was een Amerikaanse jazzmuzikant (piano, zang), -componist en orkestleider. Zijn meest opmerkelijke nummers waren Crazy Blues, That Thing Called Love en You Can't Keep A Good Man Down.

## Biografie
Bradford groeide op in Atlanta, waarheen zijn familie verhuisde toen hij zes was en in 1906 begon hij te werken in minstrel shows. Hij speelde al in 1909 in Chicago als solopianist en bezocht het jaar daarop New York. Door uitgebreide ervaring met reizende minstrel shows en theatergezelschappen, werd Bradford blootgesteld aan Afrikaans-Amerikaanse volksliederen. Bradford overwon muren van raciale vooroordelen, die Afro-Amerikaanse zangers ervan hadden weerhouden op te nemen. Voorafgaand aan de invloed van Bradford, namen Afro-Amerikaanse artiesten op in een stijl, die sterk leek op die van blanke dansorkesten. Er was weinig tot geen spoor van Afrikaans-Amerikaanse muzikale kenmerken aanwezig in hun opnamen. Bradford zette door om de platenindustrie opnamen te laten waarderen van Afro-Amerikaanse artiesten, die opnamen in de stijl van hun eigen subcultuur.
Als pianist, zanger, danser en componist werkte Bradford het volgende decennium (1908-1919) in theatercircuits in het zuiden en het noorden, in een zang- en dansact die werd aangekondigd als Bradford en Jeanette. Terwijl in New York, overtuigde Bradford Frederick W. Hager van Okeh Records om Mamie Smith op te nemen en werd haar muzikaal leider. Smith speelde in Bradfords show Made in Harlem (1918). Bradford was er ook verantwoordelijk voor dat Smith de eerste Afro-Amerikaanse blueszangeres was die in 1920 op plaat verscheen en die zijn Crazy Blues zong. Bradford beweerde dat zijn revue Made in Harlem de eerste podiumproductie was, die bluesmaterie aanbood aan het grote, noordelijke publiek in Harlem. Bradford was in staat om de eerste opnamesessie That Thing Called Love te organiseren, waarin een Afro-Amerikaanse artiest werd belicht, begeleid door een blanke studioband, die materiaal uitvoerde dat specifiek was voor de Afrikaans-Amerikaanse cultuur.
Hij had kantoren in het kantoorgebouw Gaiety Theatre in Times Square, New York. Het kantoorgebouw omvatte kantoren, die werden verhuurd aan prominente zwarte mensen in de muziekbusiness, zoals Bill Robinson, Eubie Blake, Shelton Brooks en W.C. Handy. Het gebouw kreeg de bijnaam "Uncle Tom's Cabin" door George M. Cohan. Bradford toerde en nam op met Smith, werkte samen met Alberta Hunter en leidde ook zeven eigen opnamesessies in 1923–1927. Onder de sidemen van Bradford waren Johnny Dunn, Bubber Miley, Garvin Bushell, Louis Armstrong (op twee nummers in 1925), Buster Bailey en James P. Johnson. Armstrongs sessie met Bradford was zijn laatste sessie in New York, voordat hij terugkeerde naar Chicago.
Bradford bleef blues- en jazzopnamen promoten door te publiceren en te beheren. Bradfords invloed in de platenindustrie werd negatief beïnvloed door de crash van de aandelenmarkt in 1929, evenals door veranderingen in het karakter van jazz en Afro-Amerikaanse liedjes. Hij was een onregelmatige deelnemer na de jaren 1940. Met de opkomst van de Grote Depressie verdween Bradford in de vergetelheid. In latere jaren leek hij zijn rol in de vroege blues te overdrijven, mogelijk een reactie op het feit dat hij bijna was vergeten. In 1957 had Little Richard een hit met Bradfords Keep A-Knockin'. In 1965 werd Bradfords autobiografie Born With the Blues gepubliceerd (New York: Oak Publications) met een voorwoord van Noble Sissle.

## Overlijden
Perry Bradford overleed in april 1970 op 77-jarige leeftijd.

## Discografie
De volgende albums bevatten opnamen met Perry Bradford als zanger:
- Louis Armstrong: Louis Armstrong Vol 1 – Young Louis "The Sideman" (MCA)
- Louis Armstrong: Louis Armstrong and the Blues Singers (Affinity, 1924–1930)
- James P. Johnson: Hot Piano (Topaz, 1921–1944)
- Willie The Lion Smith: 1925–1927 (Classics)